# Georges Taillepierre
Georges Taillepierre, né le 6 mai 1937 à Pointe-à-Pitre et mort le 17 décembre 2021 aux Abymes, est un footballeur français.

## Biographie
Natif de Guadeloupe, Georges Taillepierre se fait connaître comme footballeur au Sporting Club de Bel-Abbès, club de l'Algérie française dissous en 1961. En 1962, Taillepierre arrive au Red Star OA, à Saint-Ouen. Il joue pendant sept saisons, jusqu'en 1969, le club étant rebaptisé Red Star FC en 1967. 
Il évolue au poste de défenseur, très offensif, ou bien comme attaquant,. Il compense une certaine maladresse par une grande générosité et une activité importante sans ballon. 
En 2005, il vit toujours en région parisienne. Il rentre sur son île natale en 2018, où il meurt le 17 décembre 2021.

## Statistiques
Georges Taillepierre dispute au moins 207 matchs professionnels avec le Red Star, dont 77 en première division. Il marque 40 buts.
| Saison                | Club                  | Championnat           | Championnat | Championnat | Coupe(s) nationale(s) | Coupe(s) nationale(s) | Total | Total |
| Saison                | Club                  | Division              | M.          | B.          | M.                    | B.                    | M.    | B.    |
| 1962-1963             | Red Star              | D2                    | 26          | 6           | 5                     | 3                     | 31    | 9     |
| 1963-1964             | Red Star              | D2                    | 26          | 8           | 6                     | 4                     | 32    | 12    |
| 1964-1965             | Red Star              | D2                    | 23          | 3           | 2                     | -                     | 25    | 3     |
| 1965-1966             | Red Star              | D1                    | 34          | 9           | 3                     | -                     | 37    | 9     |
| 1966-1967             | Red Star              | D2                    | 30          | 3           | 2                     | -                     | 32    | 3     |
| 1967-1968             | Red Star              | D1                    | 29          | 2           | 4                     | 1                     | 33    | 3     |
| 1968-1969             | Red Star              | D1                    | 14          | 1           | 3                     | -                     | 17    | 1     |
| Total sur la carrière | Total sur la carrière | Total sur la carrière | 182         | 32          | 25                    | 8                     | 207   | 40    |